# Maria Lorenza Longo
Maria Lorenza Longo (ur. 1463 w Lleidzie, zm. 21 grudnia 1539 w Neapolu) – hiszpańska zakonnica, założycielka zgromadzenia klarysek kapucynek, błogosławiona Kościoła katolickiego.

## Życiorys
Urodziła się w 1463 w hiszpańskiej rodzinie szlacheckiej. W 1483 roku wyszła za mąż za Juana Llonga, zaufanego współpracownika Ferdynanda Aragońskiego. W 1506 roku wraz z mężem, który wówczas został mianowany wiceregentem Królestwa Neapolu i dziećmi przeniosła się do Neapolu. Trzy lata później w 1509 roku jej mąż zmarł. Maria została sama z dziećmi. W 1516 roku została tercjarką franciszkańską. Poświęciła się działalności charytatywnej, a w 1522 ze swoich pieniędzy założyła szpital Santa Maria del Popolo degli Incurabili. W 1526 tamże został wybudowany dom dla byłych prostytutek. W roku 1535 założyła w Neapolu klasztor kapucynek św. Klary. 10 grudnia 1538 papież Paweł III uznał tę wspólnotę za II Zakon św. Franciszka (I Zakon św. Klary) i polecił go (na prośbę założycielki) opiece duchowej kapucynów sprowadzonych w 1529 do Neapolu, od których to powstała nazwa kapucynki. Maria Longo zmarła w Neapolu 21 grudnia 1539. 
27 października 2020 papież Franciszek uznał cud za jej wstawiennictwem, co otworzyło drogę do jej beatyfikacji, która odbyła się 9 października 2021 w Neapolu.

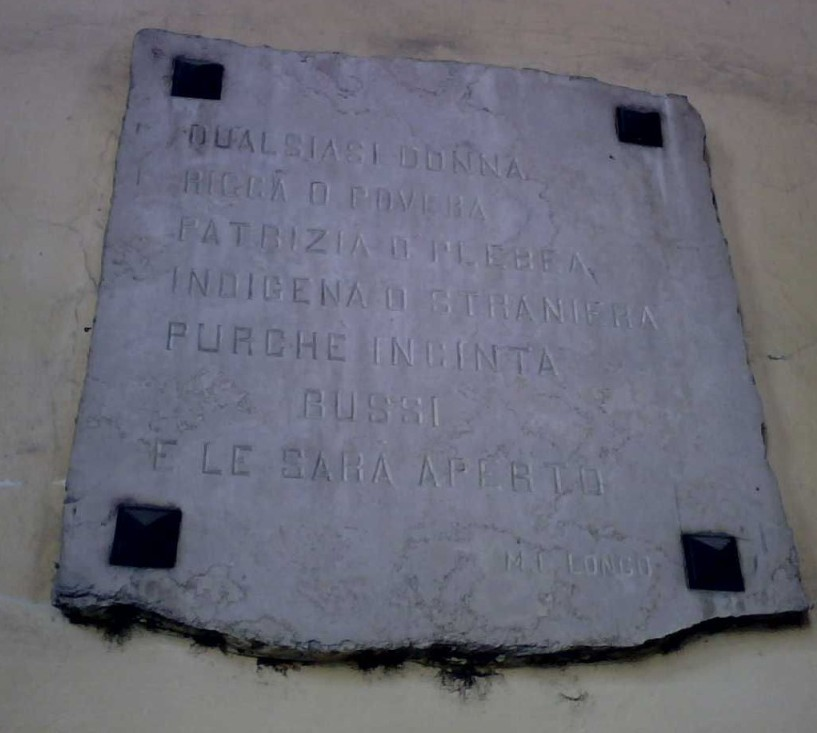
tablica pamiątkowa na budynku szpitala założonego przez Marię Lorenzę Longo